# 安木理恵
福野 理恵（ふくの りえ、旧姓 安木理恵 やすぎ りえ　
1982年3月15日 - ）は、日本のフリーアナウンサー。元NHK松山放送局の契約キャスター、元エフエム徳島のアナウンサー。

## 来歴
兵庫県西宮市出身。
大学在学時には絵画関係のゼミに所属し、神戸市の風景を主とする油絵を描いていた。大学3回生（3年生）の夏からアナウンススクールの生田教室へ通い、卒業後にNHK松山放送局のキャスターになる。
1年間キャスターを務めた後、神戸大学の大学院へ進学した。進学後には大学院に通いながら、当時神戸市が運営していたシービットTVのリポーターも務めていた。また、塾講師のアルバイトもしていた。さらにこの当時、大学生の頃に通っていた生田教室へ通い直している。
修士課程の修了後、2008年にエフエム徳島に入社する。
2009年、渡米。NYに短期留学。
2011年、西海岸へ移住
2012年結婚。名前を福野理恵として活動をスタートする。
2014年9月に第1子を出産。
2015年に母校神戸大学の放送委員会が制作した環境保全推進センターのラジオドラマに女子学生役で出演。。
2018年からSakuraRadioのキャスターとして活動。
2021年10月、第2子を出産。
2023年7月末、14年間のアメリカ生活を経て本帰国した事をSakuraRadioにてご報告した。

## 現在の担当番組

### ラジオ
- HalloAmerica （SakuraRadioUSA）ナビゲーター
- ウエストコースト・ライフ (SakuraRadioUSA)　ナビゲーター

## 過去の担当番組

### NHK松山放送局時代
- ふれスタえひめ - リポーター[2]

### エフエム徳島時代
- T-Cross - 水曜・木曜パーソナリティ
- MV CLUB
- FM徳島ニュース